# Guitelia royi
Guitelia royi är en skalbaggsart som beskrevs av Reé Michel Quentin och Jean François Villiers 1972. Guitelia royi ingår i släktet Guitelia och familjen långhorningar. Inga underarter finns listade i Catalogue of Life.